# Presenting Lily Mars
Presenting Lily Mars (Lilly, a Teimosa, no Brasil) é um filme estadunidense de 1943 dirigido por Norman Taurog, e produzido por Joe Pasternak. É estrelado por Judy Garland e Van Heflin, baseado em um romance de Booth Tarkington.

## Sinopse
Lily Mars (Judy Garland) é uma jovem fascinada pela vida nos palcos. Quando John Thornway (Van Heflin) um produtor, vem à sua cidade, ela o atrai para sua casa e interpreta um melodrama vitoriano. Ele acaba fugindo dela, até encontra-la passando fome em frente ao teatro. Ela acaba substituindo a atriz principal numa peça.

## Elenco
- Judy Garland ...Lily Mars
- Van Heflin ...John Thornway
- Fay Bainter ...Mrs. Thornway
- Richard Carlson ...Owen Vail
- Spring Byington ...Mrs. Mars
- Marta Eggerth ...Isobel Rekay
- Connie Gilchrist ...Frankie
- Leonid Kinskey ...Leo
- Patricia Barker ...Poppy
- Janet Chapman ...Violet
- Annie Ross ...Rosie
- Douglas Croft ...Davey
- Ray McDonald ...Charlie Potter[1]

## Trilha sonora
A trilha sonora inclui:
- Every Little Movement (Has a Meaning All Its Own)
- When I Look At You
- Tom, Tom The Piper's Son
- Three O'Clock in the Morning and
- Broadway Rhythm apresentando Tommy Dorsey e sua orquestra.

O número final, Where There Music, originalmente incluía partes de St. Louis Blues, In The Shade of the Old Apple Tree, e It's a Long Way to Tipperary, que foram deletadas da versão final.